# Celibat
Celibat (od latinske riječi coelibatus za "samca" ili "neženju") ili, rjeđe, bezbračnost, je izraz koji se koristi za stanje osobe koja nije u braku, usprkos toga što je dovoljno zrela i ima fizičke, materijalne i druge uvjete za njegovo sklapanje. U širem smislu se, pogotovo nakon seksualne revolucije, odnosi i na uzdržavanje od bilo kakvih seksualnih odnosa. U svom tradicionalnom smislu celibat, pak, označava uzdržavanje od braka iz religijskih razloga, a koje je posebno karakteristično za svećenike i redovnike.
Celibat se prakticira u budizmu i hinduizmu, a kod kršćana je najpoznatiji obavezni celibat svećenika Rimokatoličke Crkve; kod pravoslavaca je ograničen za episkope i monahe, dok ga je protestantska Reformacija uglavnom odbacila. Islam, pak odbacuje celibat.